# 艾什瓦里·普拉塔普·辛格·托马尔
艾什瓦里·普拉塔普·辛格·托马尔（Aishwary Pratap Singh Tomar，2001年2月3日—），印度男子射击运动员，2021年世界大运会男子10米气步枪、男子50米步枪三姿、男子10米气步枪团体金牌得主和男子50米步枪三姿团体铜牌得主、2023年世界射击锦标赛男子50米步枪三姿团体金牌得主。